# Revelstoke (circonscription britanno-colombienne)
Pour les articles homonymes, voir Revelstoke.
Circonscription électorale provinciale du Canada
Revelstoke est une ancienne circonscription provinciale de la Colombie-Britannique représentée à l'Assemblée législative de la Colombie-Britannique de 1903 à 1933 et de 1937 à 1966.

## Géographie
La circonscription était située dans le sud-est de la province.

## Liste des députés
| Législature                                                           | Années                                       | Député                                       | Député                                       | Parti                                        |
| Revelstoke Issue de West Kootenay-Revelstoke                          | Revelstoke Issue de West Kootenay-Revelstoke | Revelstoke Issue de West Kootenay-Revelstoke | Revelstoke Issue de West Kootenay-Revelstoke | Revelstoke Issue de West Kootenay-Revelstoke |
| --------------------------------------------------------------------- | -------------------------------------------- | -------------------------------------------- | -------------------------------------------- | -------------------------------------------- |
| 10e                                                                   | 1903–1907                                    |                                              | Thomas Taylor                                | Conservateur                                 |
| 11e                                                                   | 1907–1909                                    |                                              | Thomas Taylor                                | Conservateur                                 |
| 12e                                                                   | 1909–1912                                    |                                              | Thomas Taylor                                | Conservateur                                 |
| 13e                                                                   | 1912–1916                                    |                                              | Thomas Taylor                                | Conservateur                                 |
| 14e                                                                   | 1916–1920                                    |                                              | William Henry Sutherland                     | Libéral                                      |
| 15e                                                                   | 1920–1924                                    |                                              | William Henry Sutherland                     | Libéral                                      |
| 16e                                                                   | 1924–1928                                    |                                              | William Henry Sutherland                     | Libéral                                      |
| 17e                                                                   | 1928–1933                                    |                                              | William Henry Sutherland                     | Libéral                                      |
| Circonscription fusionnée à Columbia pour former Columbia-Revelstoke  |                                              |                                              |                                              |                                              |
| 19e                                                                   | 1937–1941                                    |                                              | Harry Johnston                               | Libéral                                      |
| 20e                                                                   | 1941–1943                                    |                                              | Harry Johnston                               | Libéral                                      |
| 20e                                                                   | 1943-1945                                    |                                              | Vincent Segur                                | CCF                                          |
| 21e                                                                   | 1945–1949                                    |                                              | William James Johnson                        | Coalition                                    |
| 22e                                                                   | 1949–1952                                    |                                              | Arvid Lundell                                | Coalition                                    |
| 23e                                                                   | 1952–1953                                    |                                              | Vincent Segur                                | CCF                                          |
| 24e                                                                   | 1953–1956                                    |                                              | Vincent Segur                                | CCF                                          |
| 25e                                                                   | 1956–1960                                    |                                              | Arvid Lundell                                | Créditiste                                   |
| 26e                                                                   | 1960–1963                                    |                                              | George Hobbs                                 | CCF                                          |
| 26e                                                                   | 1962-1963                                    | Margaret Hobbs                               |                                              | CCF                                          |
| 27e                                                                   | 1963–1966                                    |                                              | Arvid Lundell                                | Créditiste                                   |
| Circonscription fusionné à Kaslo-Slocan pour former Revelstoke-Slocan |                                              |                                              |                                              |                                              |